# Nilo Dingin
Nilo Dingin is een bestuurslaag in het regentschap Merangin van de provincie Jambi, Indonesië. Nilo Dingin telt 4042 inwoners (volkstelling 2010).